# 王興煥

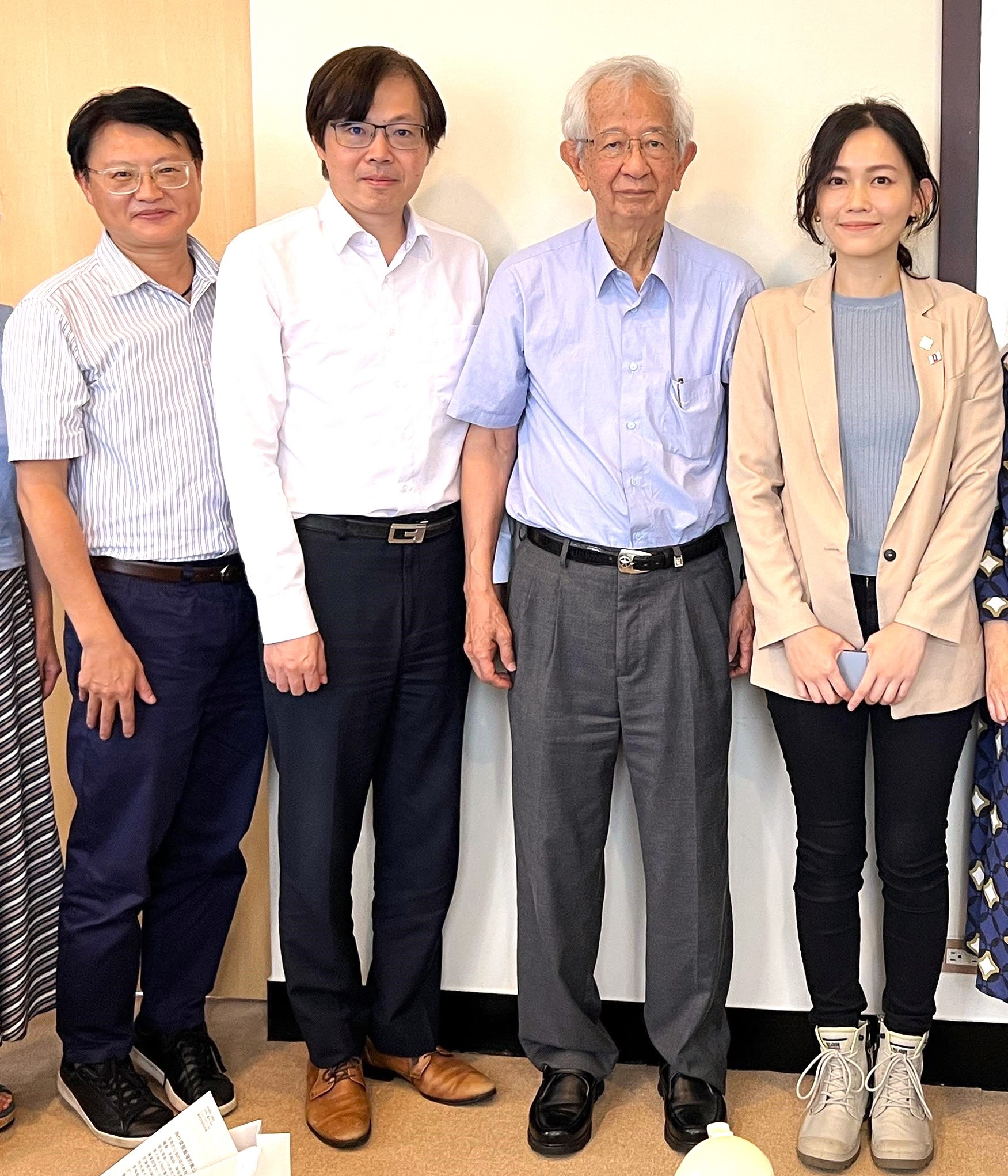
中央研究院前院長李遠哲（右二）支持台灣基進，與主席王興煥（左二）、前主席陳奕齊（左一）、臺北黨部主任委員吳欣岱（右一）

王興煥（1973年—），臺灣政治人物，現任台灣基進黨主席。曾任台灣基進秘書長，以筆名「格瓦推」發表文章。在政治立場上積極主張台灣獨立要終結中華民國體制，以住民自決開創「台灣新共和」。

## 外部連結
- 王興煥的Facebook專頁
- 台灣基進官網 （页面存档备份，存于）